# Николаев, Николай Николаевич (член Государственной думы)
Николай Николаевич Николаев (2 декабря 1872, Москва — 31 июля 1957, Кэссвилл, штат Нью-Джерси) — присяжный поверенный, член Государственной думы IV созыва от неказачьего населения Кубанской и Терской областей и Черноморской губернии, участник Белого движения на Юге России.

## Биография
Выпускник Кубанской войсковой классической гимназии в Екатеринодаре. Поступил на медицинский факультет Московского университета, но после двух семестров перешёл на юридический факультет Санкт-Петербургского университета. В 1896 году, окончив университет, стал сотрудником судебного ведомства. В течение двух десятилетий служил присяжным поверенным.

### В Государственной Думе
20 октября 1913 избран в Государственную думу IV созыва от неказачьего населения Кубанской и Терской областей и Черноморской губернии. Вошёл в состав конституционно-демократической фракции. Был членом думских комиссий об охоте, по судебным реформам, по запросам, для выработки законопроекта о печати, по городским делам, по борьбе с немецким засильем, по местному самоуправлению, для выработки законопроекта о собраниях. Сделал доклад от имени 3-го отдела по проверке прав членов Государственной Думу и от имении комиссии по местному самоуправлению.

### В Гражданскую войну
Во время Первой мировой войны заведующий госпиталями Кавказского фронта. В 1918 году принял участие в Первом Кубанском (Ледяном) походе, будучи добровольцем в пулемётной команде 1-го Кубанского стрелкового полка. В 1919 году стал членом Кубанской Рады.

### В эмиграции
В 1920 году вместе с семьёй уехал в эмиграцию из Новороссийска. Начиная с 1920 года, жил в Константинополе и Бизерте (Тунис). В 1922 или 1923 году переехал в США. Вначале занимался физическим трудом. Позднее основал школу русского языка и литературы в Нью-Йорке. Принимал участие в предвыборных кампаниях Демократической партии. Работал корреспондентом русских газет, был членом Союза Русских присяжных поверенных, много лет являлся председателем этого Союза. В 1923 вступил в Русское православное общество взаимопомощи, позднее его главный секретарь. Составил устав Русского объединённого общества взаимопомощи в Америке (РООВА; Олбани, штат Нью-Йорк). был членом I отдела РООВА, председателем Ревизионной комиссии фермы РООВА в Кэссвилле и членом Комитета по постройке Дома имени А. С. Пушкина для престарелых.
Похоронен 2 августа 1957 в Кэссвилле на Свято-Владимирском кладбище.

## Семья
- Жена — Зинаида Михайловна Оснач (1888—?)[1]
  - Сын — Борис (1905—1968)[1]
  - Сын — Вадим[1]
  - Сын — Николай[1].

### Рекомендуемые источники
- Николаев А. Б. Комиссары Временного комитета Государственной думы (февраль — март 1917 года): Персональный состав // Из глубины времен. СПб., 1995. № 5;
- Энциклопедический словарь по истории Кубани. Краснодар, 1997;
- Волков С. В. Первые добровольцы на Юге России. М., 2001. С. 222;
- К. Н. Н. Присяжный поверенный Н. Н. Николаев // Часовой (Брюссель). 1957. Октябрь № 380. С. 20;
- Н. Н. Николаев. // Russian Herald. 1947. Январь- февраль № 153—154. С. 84;
- Плешко Н. Д. Генеалогическая хроника // Новик (Нью-Йорк). 1958. Отд. III. С. 5.

#### Архивы
- Российский государственный исторический архив. Фонд 1278. Опись 9. Дело 557; Дело 1348. Лист 16.
- Архив Е. А. Александрова. Письмо от 10 ноября 1999 С. Рагозина;
- Автобиография // Bakhmeteff Archive of Russian and East European History and Culture. Columbia University in the City of New York (USA). N. N. Nikolaev papers. Box I.